# Riserva naturale orientata Vallone di Piano della Corte
La riserva naturale orientata Vallone di Piano della Corte è un'area naturale protetta situata nel comune di Enna, in Sicilia. La riserva  occupa circa 200 ettari, è stata istituita nel 2000 e affidata in gestione all'Università degli Studi di Catania.

## Territorio
Comprende una valle fluviale lunga 7 km appartenente al bacino idrografico del fiume Dittaino dominata dalla rocca di Agira.

## Flora
La riserva è stata istituita per conservare e tutelare un ambiente umido di particolare interesse botanico.

Nella riserva sono presenti lembi di querceti, pioppi, salici, l'acanto, l'equiseto, il rovo ed un folto sottobosco dominato dalla vitalba (Clematis vitalba) e dalla Malva agrigentina, malvacea dalla vistosa fioritura bianca.

## Fauna
La fauna è estremamente ricca e diversificata e comprende numerose specie tra cui diversi invertebrati (tricotteri, efemerotteri, coleotteri e soprattutto odonati) e gli anfibi, (gli endemismi discoglosso dipinto e il rospo smeraldino siciliano). Il bosco sito lungo il fiume è uno degli ecosistemi più ricchi di specie, dai mammiferi (martora, donnola e istrice) agli uccelli (rigogolo, allocco ed il picchio rosso maggiore) e i rettili (saettone occhirossi ed il ramarro occidentale).